# Pedro de Ursúa
Pedro de Ursúa, secondo la grafia basca moderna Pedro Urtsua Diez de Armendaritz (Baztan, 1526 – 1561), è stato un esploratore e conquistador spagnolo di origine basca, proveniente dal Regno di Navarra.

## Biografia
A Panama, Ursúa represse una rivolta di cimarrón (ex-schiavi) invitandone il capo Bayano a discutere una tregua, per poi catturarlo e mandarlo da re Filippo II di Spagna. Ursúa setacciò anche l'Amazzonia alla ricerca di El Dorado e di Kambeba con Lope de Aguirre. Aguirre uccise Ursúa, forse perché questi non gli aveva permesso di portare la moglie nella spedizione, o più semplicemente nel corso di una lotta di potere.
Una versione romanzata della storia di Ursúa e Aguirre è descritta nel film di Werner Herzog intitolato Aguirre, furore di Dio, ed in quello di Carlos Saura intitolato A peso d'oro.
Il romanzo "Ursúa" di William Ospina è diventato una delle principali fonti su Pedro de Ursúa. Il libro fornisce dettagli sulla vita di Ursúa, e degli eventi accaduti nel Nuovo Mondo verso la metà del XVI secolo.